# Valentin Nga Ndongo
Valentin Nga Ndongo, né le 29 juillet 1950, est un professeur, sociologue et universitaire camerounais.

## Biographie
Valentin Nga Ndongo, né le 29 juillet 1950 à Nkolbikok (anciennement Akak) à 70 km de Yaoundé, est un professeur, sociologue et universitaire camerounais dont les travaux de recherche et de publications se rattachent à la sociologie africaine avant-gardiste dont il émerge comme l'une des figures incontournables, ainsi qu'à la sociologie politique, la sociologie de la connaissance , les méthodes en sciences sociales et la communication sociale.

## Etudes
Valentin Nga Ndongo est originaire du village d’Akak, devenu Nkolbikok après restructuration administrative, dans le Département de la Lékié au Cameroun. Il a publié plusieurs travaux sur la sociologie africaine, le champ politique camerounais, ainsi que dans le domaine de la communication. Il s’est également illustré par la publication d’œuvres littéraires à succès,, et la rédaction de préfaces d’ouvrages scientifiques.
Après avoir commencé ses études primaires à Tala, près de son village natal, puis aux petit et moyen séminaires d’Akono et de Yaoundé, il entre à l’Université fédérale du Cameroun à Yaoundé (1970) où il obtient successivement le Diplôme d’Etudes littéraires générales (1971), le Diplôme supérieur de Journalisme (1974) et le Diplôme d’études supérieures en sociologie (1975). Valentin Nga Ndongo obtient ensuite un DEA (1977) sous la direction du Pr. René Bureau à l’université Paris X Nanterre, puis un Doctorat de 3e cycle (1980). En 1999, il obtient, toujours à l’université de Nanterre, un Doctorat d'État ès Lettres et Sciences humaines.
Il obtient ces diplômes au terme de la soutenance publique des travaux de recherche académique suivants:
- 1974 : "La ville de Monatele peut-elle partir ?", Mémoire pour le Diplôme Supérieur de Journalisme, ESSIJY, Université Fédérale, Yaoundé;
- 1975 : "Ethnosociologie du "bar" à Yaoundé", Mémoire pour le DES (Maîtrise) de Sociologie, Université de Yaoundé;
- 1977 : "De la dépendance en Afrique ( Le cas camerounais )", Mémoire pour le DEA de Sociologie , Paris 10 Nanterre, France;
- 1980 : "Impérialisme et mass media dans une société dépendante ( L'exemple du Cameroun )", Thèse pour le Doctorat de 3ème cycle en Sociologie, Paris 10 Nanterre, France;
- 1999 : "L'opinion camerounaise", Thèse pour le Doctorat d'État ès Lettres et Sciences humaines (spécialité Sociologie), Paris 10 Nanterre, France , 03 tomes .

## Parcours administratif
Durant les années 1970, Valentin Nga Ndongo a été tour à tour en service au Ministère de l’information et de la Culture, puis Chef de Service des Relations Publiques à la Délégation Générale au Tourisme, où il a été rédacteur en chef de la revue touristique Pistes camerounaises. 
Deux ans plus tard, il est promu chef de service des Relations Publiques et Directeur-Adjoint de la Promotion à la Délégation Générale au Tourisme. Il passe ensuite le grade de journaliste principal. Il délaisse cependant cette fonction lors de son recrutement comme Enseignant-chercheur en sociologie à l’université de Yaoundé en 1984. 
Sous sa casquette d’universitaire, Valentin Nga Ndongo a occupé plusieurs fonctions administratives. Sous-Directeur de l'Intégration Sociale au Ministère de la Ville de 1998 à 2004, il a été en charge de l’acquisition de la nouvelle civilisation urbaine, la réinsertion des enfants de la rue, la question de la déstructuration des familles et la sécurité urbaine. 
Il a été Sous-Directeur de l’intégration sociale au Ministère de la ville, Chef de Département de Sociologie et Anthropologie (4 ans), Chef de Département de Sociologie (12 ans, jusqu’à sa retraite) et Directeur de publication de la Revue camerounaise de sociologie et Anthropologie, Directeur-Adjoint chargé des Études de l’École supérieure des Sciences et Techniques de l’Information et de la Communication (ESSTIC) de 2004 à 2009, premier Coordonnateur de l’École Doctorale des Sciences Humaines, Sociales et Éducatives à l’université de Yaoundé I, et Vice-Recteur Chargé du Contrôle et de l’Évaluation à l’Université de Douala. 
En plus des universités de Yaoundé I et Douala, Valentin Nga Ndongo a dirigé moult travaux de recherche et dispensé des enseignements au sein de diverses institutions universitaires, à savoir les universités de Yaoundé II-Soa, Maroua, Ngaoundéré, l’Université catholique d’Afrique centrale (UCAC), l’Université protestante d’Afrique centrale (UPAC), l’Université Cheikh Anta Diop de Dakar, ou encore l’Université Ma rien Ngouabi à Brazzaville.
Il a également partagé son savoir au sein de grandes écoles camerounaises telles que l’école nationale d’administration et de magistrature (ENAM), l’école normale supérieure de Yaoundé (ENS), l’institut national de la jeunesse et des sports (INJS), en plus de l'ESSTIC.

## Œuvre sociologique
La vision de Valentin Nga Ndongo reste étroitement connectée au contexte historique, particulier (traite négrière, colonisation, néocolonisation) de l'Afrique noire. 
Selon lui, la sociologie africaine s'inscrit dans le sillage florissant tracé par l'histoire africaine selon Cheikh Anta Diop, Ki-Zerbo, Engelbert Mveng, et la philosophie négro-africaine sous l’impulsion de Martien Towa et Paulin Houtondji. Ses travaux s’attachent à démontrer que la sociologie africaine n’est pas une sociologie nouvelle, fantaisiste ou dégradée, mais, une sociologie authentique, débarrassée de tout psittacisme servile, c’est-à-dire, réappropriée, décolonisée et libératrice.
Pour Valentin Nga Ndongo, la sociologie africaine a pour rôle de subsumer, scientifiquement, ce contexte, et aider, en pratique, à le modifier.
Mais étant une « science anormale » (dixit Thomas Samuel Kuhn), ce paradigme heurte les esprits, ici comme ailleurs. Valentin Nga Ndongo reste toutefois confiant que ce paradigme finira par s'imposer, avec le temps, et à force de « réfutations » (dixit Karl Popper), c’est-à-dire de publications, enseignements, démonstrations, sous toutes leurs formes.
Ainsi, la sociologie africaine est « une réalité et elle connaît même, par-delà la diversité et l’inégalité des situations particulières, une certaine vitalité, comme au Cameroun. Il reste pour les États à transcender les complexes, les rivalités et les conflits de tous ordres qui hypothèquent le développement rapide, intégré et harmonieux de la sociologie dans une région qui, dès les années 1960, apparaît, avec les travaux de Georges Balandier, comme un laboratoire vivant des mutations à l’œuvre dans les sociétés africaines postcoloniales »
A l'étranger, le sociologue s’appuie sur les travaux de Georges Balandier (toute société est dynamique), Thomas Kuhn (de la théorie anormale à la théorie normale, La structure des révolutions scientifiques), et l'école de Francfort des années 1930 dont est issu Georges Balandier, et qui repose sur deux postulats : la critique et l’interdisciplinarité.
Toujours au niveau épistémologique, Valentin Nga Ndongo s’intéresse au travail de Pierre Bourdieu, ("La sociologie est une science qui dérange") avec l’idée selon laquelle la société est un" champ “ (un espace de luttes), chaque agent évoluant dans un champ.
Max Weber (théories du "verstehen" et de l'activité scientifique comme "Beruf", un appel et une vocation) et Jean Ziegler qui prône une " sociologie d'opposition", "une sociologie "subversive” (du latin "sub-vertere , retourner) ayant pour rôle de " débusquer ", de démystifier, démystifier les "instituants metasociaux " régissant les relations sociales, comptent également parmi les influences du sociologue camerounais.
Durant sa carrière, Valentin Nga Ndongo a collaboré avec les sociologues camerounais Jean Mfoulou et Jean Marc Ela. 
Ses travaux l’ont aussi conduit à côtoyer professionnellement Pierre Bourdieu et son disciple Patrick Champagne, ainsi que René Bureau, son directeur de thèse 3ème cycle, Anne Marie Green, directrice de sa thèse d'Etat aux côtés de laquelle il participa à de nombreux séminaires et colloques, et Carmen Bernand, présidente du jury de sa thèse d’Etat.
Valentin Nga Ndongo s'est également intéressé à la rumeur,, mode de communication informelle et alternative dans la société camerounaise.

## Engagement politique
Professeur titulaire émérite des Universités, auteur de nombreux articles, membre de plusieurs laboratoires de recherche et consultant, directeur de la Collection Sociologie Africaine pour les Editions L'Harmattan, Valentin Nga Ndongo s’est aussi investi dans le champ politique. 
Il a été Directeur des organes de Presse au sein du Rassemblement démocratique du peuple camerounais (RDPC), Secrétaire général du Comité des élites de la Lékié (CODEL), Conseiller municipal à la mairie d’Elig-Mfomo et Président de la Sous-Section RDPC de Nkolbikok (Elig-Mfomo) dans la Lékié.
Lors de récentes interviews, Valentin Nga Ndongo a interrogé l'inertie politique face au taux inquiétant de consommation d’alcool au sein de la société camerounaise et soulevé, dans un récent ouvrage, une réflexion sur le pouvoir de l’argent dans la société africaine. Partisan du renouveau originel, authentique, celui de la rigueur, de la moralisation et du progrès, il s'est régulièrement distingué par ses analyses critiques et dérangeantes des idées et pratiques conservatrices du parti parfois portées par des figures entretenant une proximité professionnelle avec lui. 
Par interprétation extensive de Weber , Valentin Nga Ndongo a constamment mis en cause un certain mélange de genres entre le champ scientifique et le champ politique. De plus, il a toujours pensé, à la suite d'Aristote, que le but de la politique est de rendre les gens " vertueux ", heureux, d'aboutir à la transformation de l'humaine condition."

## Influence
Souvent décrit comme rigoureux et méthodique par ses étudiants, Valentin Nga Ndongo a formé nombre d’étudiants aujourd’hui présents dans les sphères universitaire, politique et médiatique camerounaises, parmi lesquels Joseph Anderson LE, journaliste, ministre de la Fonction Publique et de la Réforme Administrative, Abena Appoline, Professeur d'éducation physique et sportive, Vice-présidente d'Elections Cameroun (ELECAM), ou encore Barbara Etoa, journaliste, ancienne éditorialiste a la CRTV et actuellement en poste à l'OMS, sans oublier Charles Ndongo, directeur général de la Cameroon RadioTelevision ( CRTV) qui a souvent sollicité  son expertise dans de prestigieuses émissions télévisées.
Fustigeant souvent les débats télévisés sans substance scientifique, Valentin Nga Ndongo soulignait, en amphithéâtre, sa préférence pour les écrits et les sorties réfléchies, avec pour but ultime la quête et l’affirmation de la vérité, soutenant que « le sociologue ne fait pas de prédiction ».
Il est à l’origine de la création du Master professionnel Genre et développement de l’université de Yaoundé I.
« Pape de la sociologie africaine » selon ses étudiants, Valentin Nga Ndongo est polyglotte (français, anglais, latin, grec ancien, allemand, Eton) et rappelle l’importance des langues étrangères, notamment  le latin et le grec, pour la compréhension de nombreux concepts sociologiques
. 
Sa devise, plusieurs fois rappelée à ses étudiants en amphithéâtre: "Vanitas vanitatum, et omnia vanitas" ("Vanité des vanitas, et tout est vanité", Jacques-Bénigne Bossuet).

## Publications

### Ouvrages de sociologie
- 1987 Information et démocratie en Afrique, l’expérience camerounaise, Yaoundé, SOPECAM.

- 1993 Les Médias au Cameroun. Mythes et délires d’une société en crise, Paris, L’Harmattan.

- 2003 Plaidoyer pour la sociologie africaine, Yaoundé, PUY.
- 2006 (dir): La sociologie aujourd'hui, Une perspective africaine, Paris, L'Harmattan

- 2010 Jean Mfoulou, Jean-Marc Ela : deux baobabs de la sociologie africaine, Paris, L’Harmattan.

- 2010 La Sociologie aujourd’hui : une perspective africaine, L’Harmattan (dir.)

- 2015 Leçons de sociologie africaine, Paris, L’Harmattan.

- 2016 Dynamiques sociales en Afrique noire. Chantiers pour la sociologie africaine, Paris, L’Harmattan(dir.)

- 2016 Problématique de la renaissance en Afrique. Le continent noir face au défi de l’impérieuse émergence, Paris, L’Harmattan(dir.)

- 2017 La Sociologie camerounaise. Un demi-siècle de lente mais dynamique construction, Paris, L’Harmattan.
- 2017 Les Eton du Cameroun, Yaoundé, Editions Renaissance africaine.

- 2018 Le Politique, le journaliste et l’intellectuel dans la société camerounaise, jeux et enjeux de pouvoir, Paris, L’Harmattan.
- 2020 Débats ou combats télévisés ? Esquisse de socioanalyse du jeu médiatico-politique au Cameroun, Paris, L' Harmattan.
- 2020 Argent et socialité dans le Cameroun moderne. Entre retour du potlatch, éthos de la distinction et vacuité idéologique, Paris, L'Harmattan.
- 2022 Mes Confessions Choisies, Repères autobiographiques, épistémiques et éthiques, Yaoundé, Éditions de Midi .

### Œuvres de fiction
- 1984 Les Puces, roman, Paris, ABC.
- La Fiancée du village, comédie, inédit.

### Documents de promotion de l’activité touristique au Cameroun
- 1979 Le Tourisme au Cameroun, Paris, Éditions Jeune Afrique.

- 1979 L’Hôtellerie au Cameroun, Paris, ABC.